# Ted Raimi
Theodore Raimi (Detroit, 1965. december 14. –) amerikai színész, rendező, humorista, író. Leginkább testvére, Sam Raimi filmjeiben szerepel, például a Gonosz halottban és a Pókemberben.

## Élete
Zsidó családba született Celia és Leonard Raimi gyermekeként. Orosz és magyar felmenőkkel rendelkezik. A Wylie E. Groves High School tanulója volt. Tizenhét éves korában kezdett színészkedni, ekkor a Ford, General Motors és a Chrysler oktatófilmjeiben tűnt fel. 

## További információ
- Hivatalos oldal
- Ted Raimi a PORT.hu-n (magyarul)
- Ted Raimi az Internetes Szinkronadatbázisban (magyarul)
- Ted Raimi az Internet Movie Database-ben (angolul)
- Ted Raimi a Rotten Tomatoeson (angolul)